# 앨리 디베리
알렉산드리아 대니엘 "앨리" 디베리(영어: Alexandria Danielle "Allie" DeBerry, 1994년 10월 26일 ~ )는 미국의 배우이다.